# Cherson
För andra betydelser, se Cherson (olika betydelser).
Cherson (ukrainska och ryska: Херсо́н; uttal (fil), [xirsoʹn]) är en stad i södra Ukraina, strax uppströms floden Dneprs (Dnipro på ukrainska) utlopp i Svarta havet. Den är administrativ huvudort i Cherson oblast och utgör en egen administrativ enhet (miskrada) inom oblastet. Den uppskattade folkmängden 2021 uppgick till cirka 283 000, på en total yta om 423 km².
Staden grundades 1778, då som örlogsvarv och den första basen för Rysslands svartahavsflotta. Den har vid flera tillfällen erövrats av utländska styrkor, bland annat under ryska inbördeskriget och andra världskriget samt vid Rysslands invasion av Ukraina 2022.
Cherson har en viktig hamn och en betydande skeppsbyggnadsindustri.

## Geografi
Staden är belägen drygt 30 km från Dneprs mynning i Dnipro-Buh-estuariet i Svarta havet. Hamnen är viktig både för sjöfarten på Dnepr och ut mot Svarta havet; dessutom är staden en järnvägsknut.
Klimatet i området är relativt svalt. Årsmedeltemperaturen i området varierar mellan 5 och 15 grader, där sommartemperaturen kan nå 25–30 grader och temperaturen på vintern en bit under noll grader Celsius. Det faller nederbörd drygt 100 dagar om året, med en ungefärlig årsnederbörd på 430 mm.

## Historia

### Bakgrund och namn

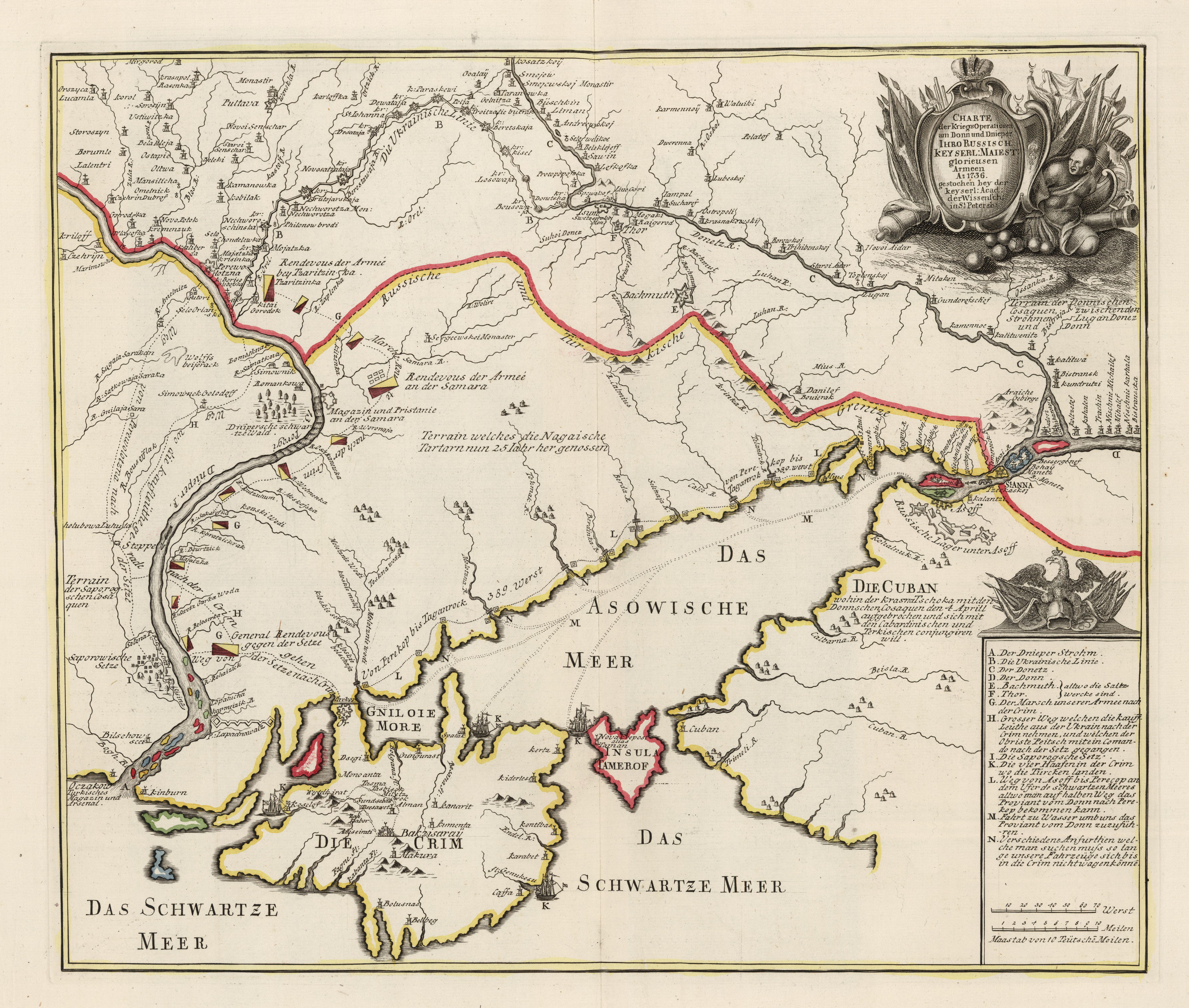
Bosättningen Bilschowscei vid Dnepr på en tysk karta från 1736.

Fram till 1774 tillhörde området Krimkhanatet. Före 1737 visar äldre kartor en bosättning med namnet Bilschowscei på platsen för den nuvarande staden. Cherson grundades fyra år efter den ryska erövringen av området 1774 (18 juni 1778) av Grigorij Potemkin, på order av tsarinna Katarina II och på Potemkins inrådan, som en rysk stödjepunkt vid den nya ryska svartahavskusten. Staden uppfördes på platsen för ett mindre fort, Aleksandr-Sjants (anlagd 1737–1739), och orten fick sitt namn efter den antika grekiska kolonin Chersonesos på västra Krim. Stadsbygget genomfördes snabbt, med hjälp av en kombination av inkallade flottister, lönearbetare, soldater, krigsfångar och livegna. 1783 sjösattes i Cherson det första fartyget i den ryska svartahavsflottan.

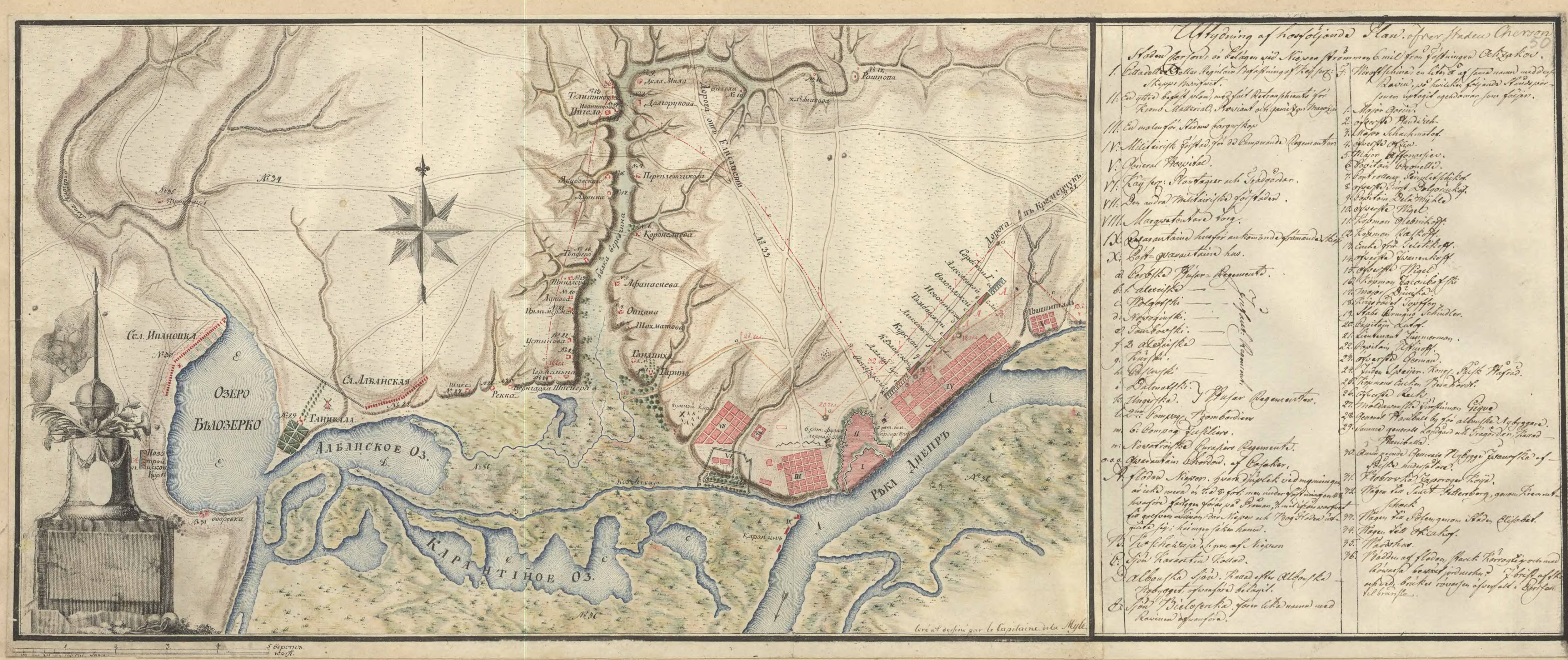
Karta över Cherson, daterad cirka 1800.

1784 blev Cherson regioncentrum och 1803 huvudort i sitt eget guvernement. Under det kommande seklet växte befolkningen genom närvaron av hamn och skeppsvarv. Under andra halvan av 1800-talet utvecklades Cherson till ett kulturellt centrum, och med tiden tillkom ett antal yrkesskolor och forskningsinstitutioner.
Efter fördjupandet av vattenleden i Dneprs mynning åren runt det förra sekelskiftet ökade Chersons roll som exporthamn, bland annat för vete och timmer till Västeuropa.

### 1900-talet
Under Ukrainas kamp för oberoende under åren 1917–1920, ockuperades staden omväxlande av ukrainska, bolsjevikiska, franska, vita och polska trupper. vilket medförde att befolkningen minskade kraftigt. I början av 1920-talet minskade den ytterligare till 41 300 invånare till följd av svälten under åren 1921–1923. Mellan 1923 och 1932 var Cherson centrum för sin egen okrug (motsvarande dagens rajon).
Därefter skedde en befolkningsökning fram till år 1939, då invånarantalet uppgick till cirka 97 000. Staden förstördes och drabbades av en stor befolkningsminskning under andra världskriget, men kom efter kriget att återuppbyggas och växa.
Under efterkrigstiden fortsatte Cherson som en betydelsfull stad i södra Ukraina, och med ledningsansvar (sedan 1944) för Cherson oblast. Detta fortsatte i det självständiga Ukraina, efter 1991. Under hela 1900-talet fortsatte Cherson som en viktigt varvsort.

### 2000-talet
Cherson är beläget i södra Ukraina, där ryska är vanligt samtalsspråk och befolkningen består till en betydande del etniska ryssar. I allmänna val har proryska partier ofta fått stora röstandelar, och våren 2014 arrangerades en del mindre proryska demonstrationer i staden.
Februari/mars 2022 ockuperades Cherson av Rysslands militär, i samband med den ryska invasionen av Ukraina under senvintern och våren. Detta skedde sedan ett oorganiserat ukrainskt försvar tvingats tillbaka. Den var den första större ukrainska staden som föll för Rysslands invasionsarmé i början av mars månad. 25 maj beräknade Ukraina att cirka 45 procent av stadsinvånarna hade flytt Cherson, liksom ungefär 20 procent av den övriga befolkningen i oblastet. Många av de kvarvarande invånarna ägnade sig från och till åt offentliga protester mot den ryska ockupationen.
Den 30 september samma år deklarerade Ryska federationen ensidigt att de annekterade hela Cherson oblast, efter att Rysslands president först låtit utropa oblastet som "självständigt" efter en skenfolkomröstning bland de invånare som inte flytt undan ockupationen. Samtidigt annekterades även angränsande Zaporizjzja oblast, som Ryssland endast delvis lyckats ockupera.
En dryg månad senare övergav dock de ryska styrkorna Cherson och de delar av oblastet som ligger på högra stranden av Dnepr, efter fortsatt hårda strider, där de ryska styrkornas resurser begränsades av att de flesta broar över Dnepr gjorts obrukbara. Cherson var den första ockuperade oblasthuvudstaden som Ukraina återerövrat sedan Rysslands invasion 2014 och den utökade invasionen 2022, där Simferopol, Donetsk och Luhansk sedan återstod. 9 november beordrades de ryska styrkorna att dra sig tillbaka från Cherson, och två dagar senare tog Ukrainas militär över kontrollen över staden. Återtagandet av Cherson skedde under den tredje större ukrainska motoffensiven under kriget, efter att områden i norra Ukraina befriats från ryska styrkor redan i slutet av mars och områden öster om Charkiv i september. Redan på måndagen efter befrielsen, den 14 november, besökte president Volodymyr Zelenskyj staden.

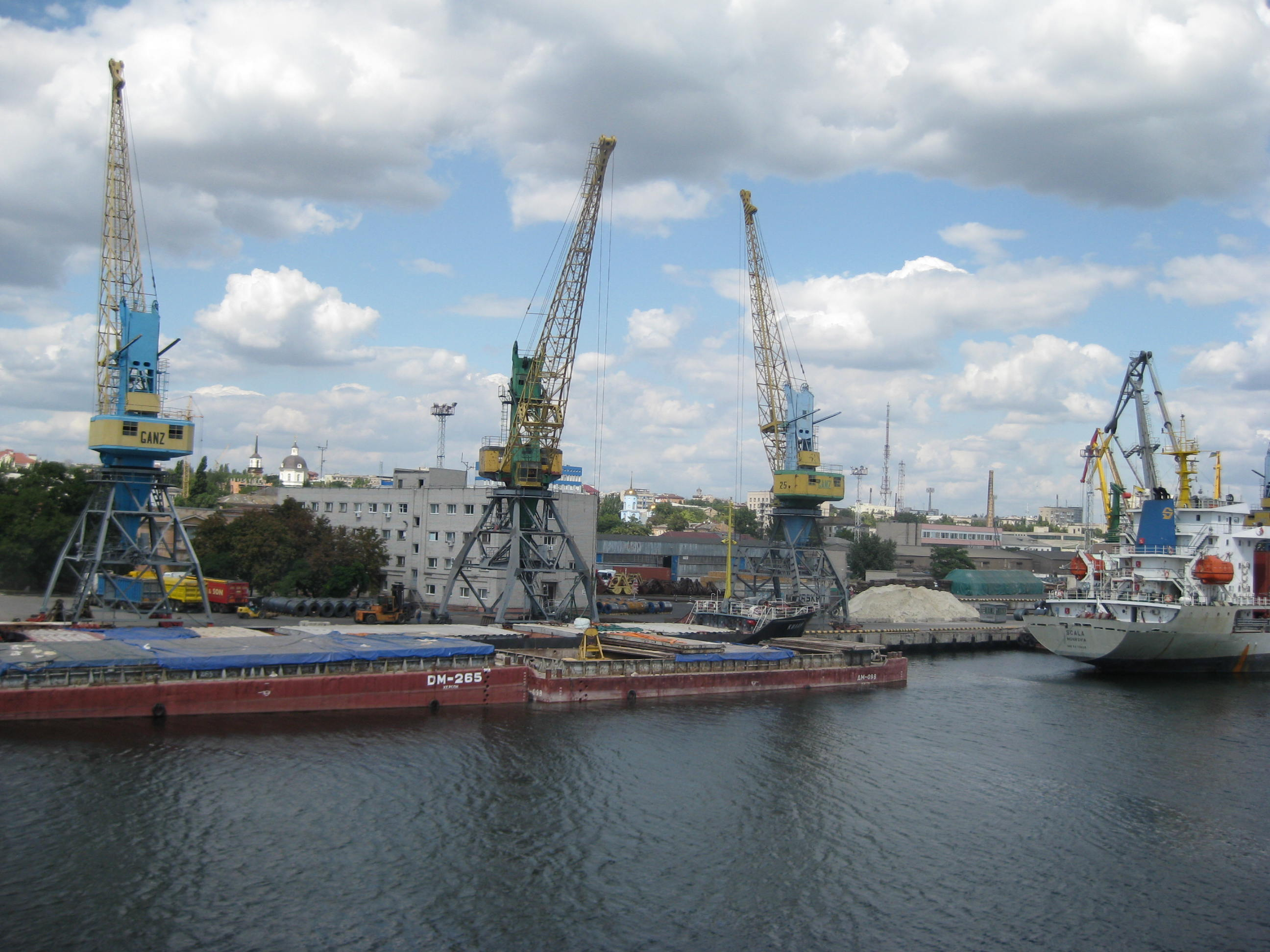
Hamnen i Cherson.

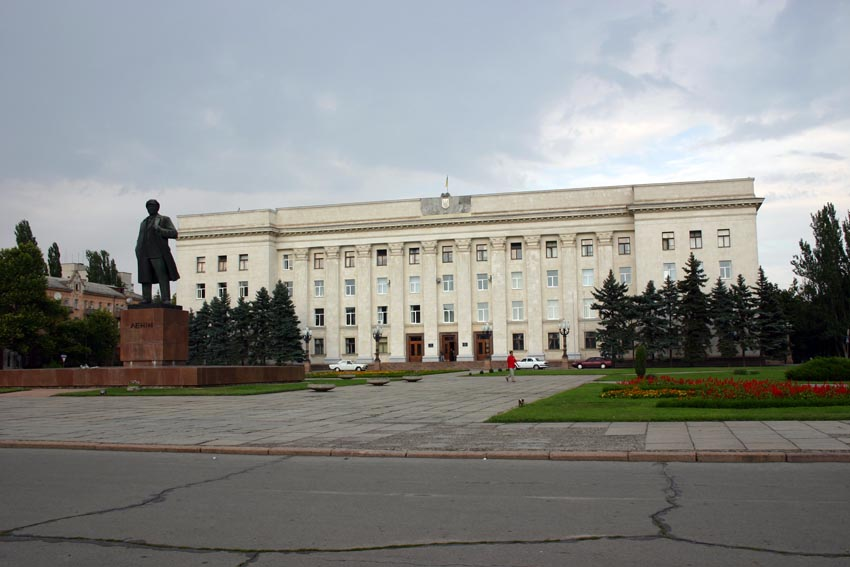
Oblastförvaltningsbyggnaden i Cherson.

## Ekonomi och kommunikationer
Läget nära mynningen av Dnepr har påverkat stadens ekonomi och utveckling, och i Cherson finns både oljeraffinaderi och skeppsvarv. I staden finns även verkstads- och livsmedelsindustri, vid sidan av bomullsbaserad textilindustri. I den omgivande regionen är ekonomin i första hand baserad på jordbruk, med industri relaterad till bearbetning av vete och sockerbetor samt alkoholtillverkning,
Staden har bland annat ett lärarseminarium, ett offentligt bibliotek etablerat 1872 samt ett arkeologiskt museum etablerat 1890. 1907 fick Cherson sin första järnvägsförbindelse.

## Demografi
Vid folkräkningen 2001 bestod befolkningen till 76,5 procent av ukrainare, till 19,9 procent av ryssar och till 3,4 procent av övriga folkslag. Den tidigare stora judiska befolkningsandelen av befolkningen (1926 motsvarande den 19 procent) hade då nästan helt försvunnit, efter andra världskrigets nazityska utrotningspolitik och efterkrigstidens emigration.

### Invånarantal
- 1799: 2 000[4]
- 1846: 23 650[4]
- 1859: 43 900[4]
- 1897: 59 100[4] (19,6 % ukrainare, 47,2 % ryssar, 29 % judar[7])
- 1913: 81 000[4]
- 1920: 74 500[7]
- 1926: 58 000[6] (36 % ukrainare, 36 % ryssar, 26 % judar[7])

- 1939: ca 97 000[17]
- 1959: 158 000[7] (63 % ukrainare, 29 % ryssar, 6 % judar[7])
- 1970: 261 000[7]

- 2001: 328 360[4]
- 2007: 329 000[6]

- 2012: 300 666 (totalt 338 685 invånare under stadens administration)
- 2015: 296 428[7]
- 2021: 283 649 (uppskattning)[4]

## Kultur

### Forskning och utbildning
Cherson är ett vetenskapligt och kulturellt centrum med bland annat fyra universitet och flera institut, bibliotek, symfoniorkester, teater och museer. I staden finns 316 kulturella och historiska monument. Under 1800- och 1900-talet levde och verkade författarna Dniprova Tjalka, Mykola Tjernjavskyj och Ivan Karpenko-Karyj i staden.

### Kända personer från Cherson
- Nikolai Belij (1896–1968), konstnär
- Tatiana Lysenko (född 1975), artistisk gymnastik

## Bildgalleri

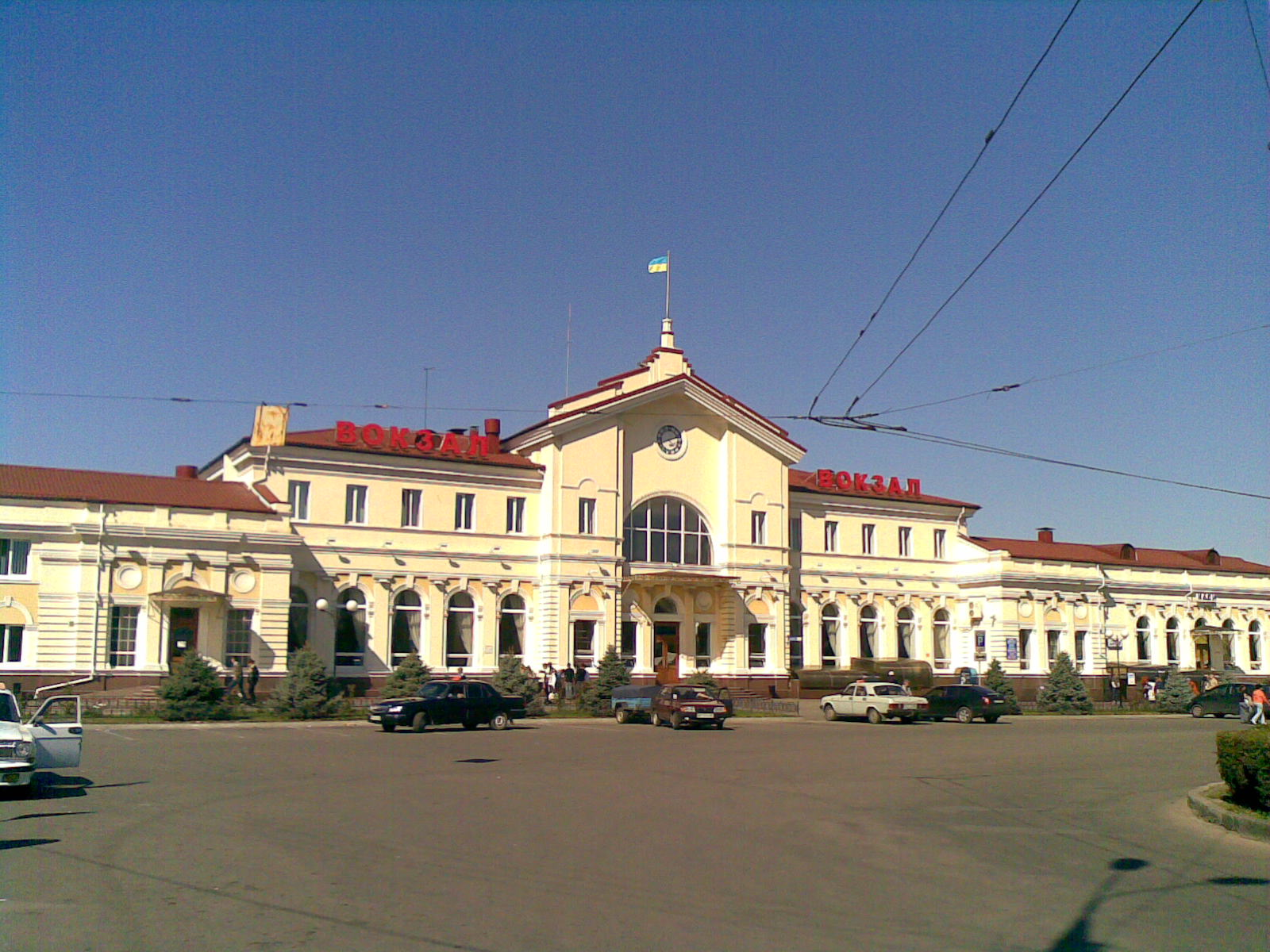
Järnvägsstationen i Cherson.
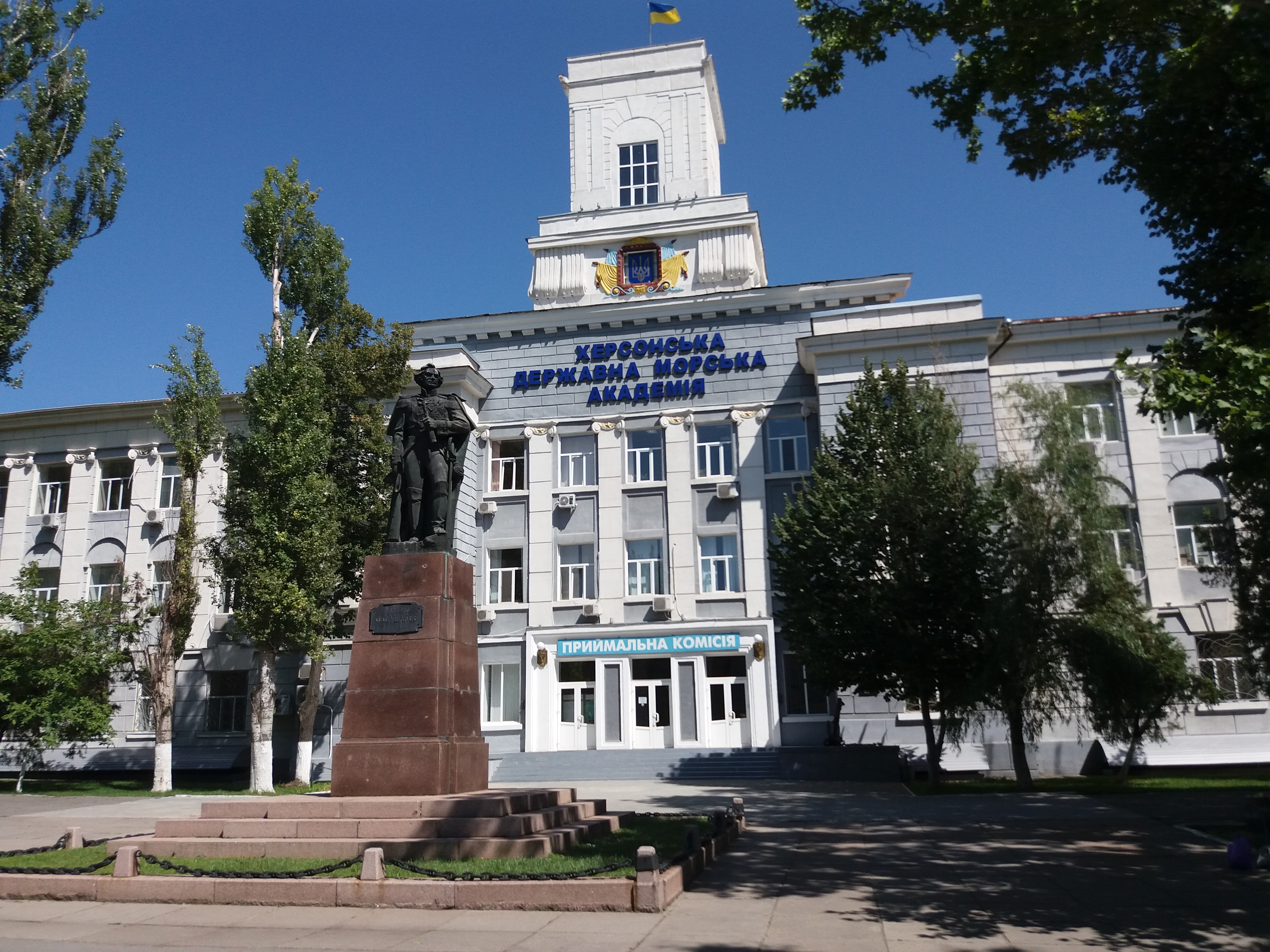
Marinskolan.
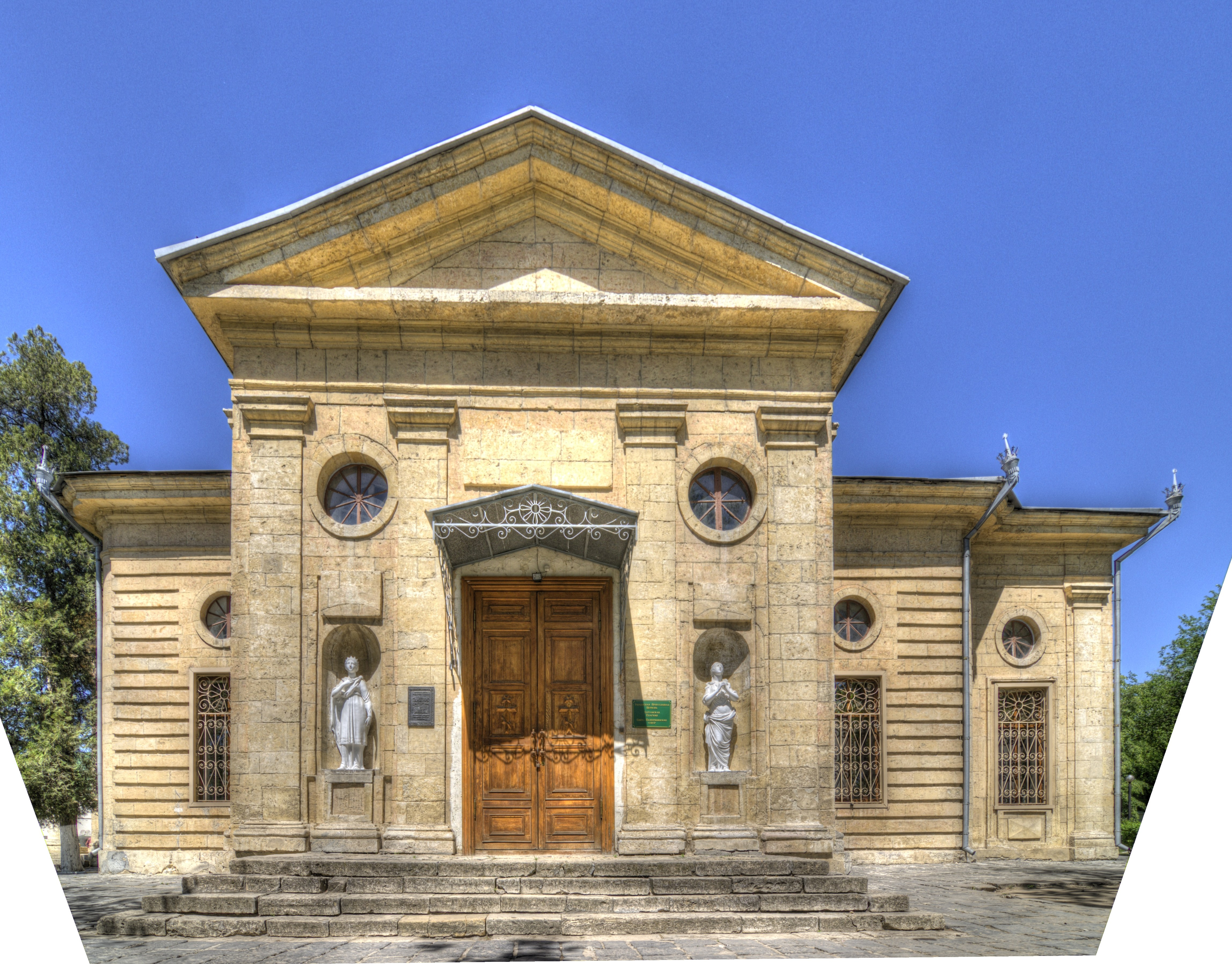
Sankta Katarina-katedralen.